# Hedjaktspindel
Hedjaktspindel (Xerolycosa nemoralis) är en spindelart som först beskrevs av Westring 1861.  Hedjaktspindel ingår i släktet Xerolycosa och familjen vargspindlar. Arten är reproducerande i Sverige. Inga underarter finns listade i Catalogue of Life.